# Livmoderkannibalism
Livmoderkannibalism förekommer hos vissa hajar och innebär att ungarna får näring genom att äta upp varandra medan de fortfarande befinner sig i livmodern. Detta förekommer bland annat för vithajen.